# Hrvaška znanstvena fantastika
Znanstvena fantastika v hrvaškem jeziku (hrvatska znanstvena fantastika) je nastajala večinoma na ozemlju Hrvaške.

## Zgodovina
Ogrodje znanstvenofantastičnega ustvarjanja je sestavljala revija Sirius. Med letoma 1976 in 1989 je izšlo 164 številk. V povprečju je v vsaki številka izšla ena zgodba hrvaškega pisca. Revija je bila priljubljena tudi v Sloveniji. Revijo Sirius je nasledila Futura, ki je začela izhajati leta 1992, in je redno izhajala do konca leta 2005. Izšlo je več kot 120 številk. Futura od leta 2007 občasno še izhaja, večinoma enkrat letno.
V letu 1995 je zagrebško društvo za znanstveno fantastiko SFera začelo z rednim letnim izdajanjem zbirk hrvaških ZF, fantazijskih in horror zgodb. Projekt je doživel vrhunec leta 2003, ko so pod okriljem založniške hiše Mentor začele izhajati avtorske zbirke »Biblioteke SFera«, in leta 2006, ko je izšla Ad astra: antologija hrvaške znanstvenofantastične novele 1976-2006 (Ad astra: antologija hrvatske znanstvenofantastične novele 1976.-2006.) s štiridesetimi pisci, od najstarejših Belana in Furtingerja, do najmlajšega, Sudarevića.

## Književnost

### Hrvaški pisci znanstvene fantastike
| - Neven Antičević - Branko Belan - Milena Benini - Mario Berečić - Mladen Bjažić - Jasmina Blažić - Ivo Brešan - Danilo Brozović - Radovan Devlić - Darije Đokić - Dean Fabić - Viktoria Faust - Zvonimir Furtinger - Ivan Gavran - Vesna Gorše - Marina Jadrejčić - Tatjana Jambrišak - Neven Jovanović - Goran Konvični - Zoran Krušvar - Igor Lepčin - Darko Macan | - Ernie Gigante Dešković - Biljana Mateljan - Damir Mikuličić - Krešimir Mišak - Denis Peričić - Dalibor Perković - Slobodan Petrovski - Branko Pihač - Zoran Pongrašić - Vesna Popović - Hrvoje Prćić - Živko Prodanović - Predrag Raos - Tereza Rukober - Veronika Santo - Vanja Spirin - Bojan Sudarević - Saša Škerla - Milan Šufflay - Zdravko Valjak - Zoran Vlahović - Aleksandar Žiljak |

### Umetniki
- Milivoj Ćeran
- Nela Dunato
- Ivana Režek
- Mario Sokolić

Nagrade
- SFERA
- Gaia

### Revije in letniki
- Futura
- Sirius
- SFeraKonske zbirke
- Istrakonske zbirke

## Fandom
Fandom je na Hrvaškem prisoten od leta 1976, ko so v Zagrebu ustanovili Društvo za znanstevno fantastiko SFera.

### Osebnosti
- Krsto A. Mažuranić

### Zbori
- SFeraKon (www.sferakon.hr Arhivirano 2007-09-29 na Wayback Machine.)
- Istrakon (www.istrakon.hr Arhivirano 2016-11-01 na Wayback Machine.)
- EsseKon (www.gaia.hr/essekon.html Arhivirano 2007-11-02 na Wayback Machine.)
- Rikon (www.3zmaj.hr/rikon/ Arhivirano 2008-09-15 na Wayback Machine.)
- KutiKon
- Liburnicon (nekdaj Abbacon) (www.kulturnifront.hr/liburnicon/)

### Društva
- SFera (www.sfera.hr)
- Gaia (www.gaia.hr Arhivirano 2007-11-26 na Wayback Machine.)
- Albus
- 3. Zmaj, Reka (www.3zmaj.hr)
- SFinga
- U.R.S.A. Maior (www.medvjed.com)
- U.S.S. Croatia (www.medvjed.com)
- Mos Croatia Spaceport (www.starwars.hr Arhivirano 2011-09-27 na Wayback Machine.)
- Branko Belan
- Solaris

### Fanzini
- Parsek (parsek.sfera.hr)
- Via Galactica (viagalactica.com)
- NOSF (nosf.net)
- SFemir
- GNUS
- Eye of Palpatine
- Faust
- U.S.S. Croatia (www.usscroatia.hr)
- Phaser
- SF Mreza
- Eridan (www.3zmaj.hr/eridan/ Arhivirano 2007-10-17 na Wayback Machine.)